# إمدادات المياه والصرف الصحي في فيتنام
تتسم إمدادات المياه والصرف الصحي في فيتنام بمواجهتها للتحديات وتحقيقها للإنجازات. من بين هذه الإنجازات الزيادة الكبيرة في ارتفاع إمكانية الوصول إلى إمدادات المياه والصرف الصحي بين عامي 1990 و2010 إذ كادت تصل إلى المعيار العالمي في ذلك، وزيادة الاستثمار في معالجة مياه الصرف الصحي منذ عام 2007. تتمثل بعض التحديات التي تواجه فيتنام في هذا المجال باستمرار تلوث المياه على نطاق واسع، وسوء جودة الخدمات، وانخفاض إمكانية الوصول إلى الصرف الصحي المحسن في المناطق الريفية، وضعف استدامة شبكات المياه الريفية، وعدم كفاية استرداد التكاليف في مجال الصرف الصحي في المناطق الحضرية، وتراجع توافر المنح الأجنبية وتمويل القروض الميسرة مع نمو الاقتصاد الفيتنامي وتحول المانحين إلى تمويل القروض. تشجع الحكومة أيضًا على زيادة استرداد التكاليف من خلال العائدات الجمركية، بالإضافة إلى إنشائها لمرافق مياه مستقلة على مستوى المقاطعات، ولكن لم تلق هذه السياسة إلا نجاحًا متفاوتًا بسبب بقاء مستويات التعريفات منخفضة، وبسبب إدراج بعض المرافق في أنشطة خارج نطاق عملها.

## الوصول
حصل 98٪ من إجمالي السكان في فيتنام على مياه الشرب «المحسنة» في عام 2015، أو بمعنى آخر استطاع 99٪ من السكان الحضريين و97٪ من سكان الريف الوصول إلى هذه المياه. وهذا يعني افتقار نحو مليوني شخص إلى المياه «المحسنة». فيما يتعلق بالصرف الصحي، حصل 78٪ من سكان فيتنام على خدمات الصرف الصحي «المحسن»، أو بمعنى آخر وصل 94٪ من السكان الحضريين و70٪ من سكان الريف إلى هذه الخدمات. ومع ذلك، افتقر نحو 21 مليون شخص في فيتنام إلى مرافق الصرف الصحي «المحسنة» في عام 2015.
ازداد الوصول إلى مصادر المياه المحسنة من 58٪ في عام 1990 إلى 96٪ في عام 2010، وذلك وفقًا لبرنامج الرصد المشترك للأمم المتحدة الخاص بإمدادات المياه والصرف الصحي. ومع ذلك، يتلقى معظم الفيتناميين مياه الشرب من صنبور في فنائهم أو من صنبور عام في القرية، ثم يترتب عليهم حمل المياه إلى منازلهم. حصل 23٪ فقط من الفيتناميين على صنبور لمياه الشرب في منازلهم في عام 2010. توجد فوارق كبيرة في إمكانية الوصول إلى مياه الشرب بين المناطق الحضرية و«الريفية». يعيش 70٪ من السكان الفيتناميين في المناطق الريفية، ولكن العديد مما يسمى بالمناطق الريفية هو في الواقع مدن صغيرة، كتلك المناطق المكتظة بالسكان الموجودة في دلتا النهر الأحمر. يمتلك 59٪ من السكان الذي يعيشون في المناطق الحضرية صنبورًا لمياه الشرب في منازلهم، بينما لم تتعد هذه النسبة في المناطق الريفية 8٪. افتقرت في عام 2009 نحو 200 مدينة من أصل 650 من مدن المقاطعات لشبكات أنابيب مياه الشرب.
ازدادت إمكانية الوصول إلى خدمات الصرف الصحي المحسن من 37٪ في عام 1990 إلى 75٪ في عام 2011. توجد فجوة كبيرة بين المناطق الحضرية التي تبلغ نسبة وصول سكانها إلى هذه الخدمات 93٪، والمناطق الريفية التي تبلغ نسبة وصول سكانها إلى هذه الخدمات 67٪ فقط. لم تكن 75٪ من الأسر الموجودة في المدن الإقليمية متصلة بشبكة الصرف الصحي في عام 2009. يشيع وجود خزانات الصرف الصحي في فيتنام، ولكن لا توجد مدينة تقدم خدمات مقبولة في مجال إزالة الحمأة باستثناء ها فونغ.